# Pilu
Pilu là một xã thuộc hạt Arad, România. Dân số thời điểm năm 2002 là 1976 người.